# Johanngeorgenstadt
Johanngeorgenstadt est une ville allemande située dans le Land de Saxe. Il est nommé après Jean-Georges Ier de Saxe.

## Géographie
La ville s'étend essentiellement sur le flanc ouest de la montagne Fastenberg, qui culmine à près de 900m d'altitude, au confluent des rivières Breitenbach et Schwarzwasser.

## Évolution démographique
| Année      | 1815 | 1871 | 1890 | 1910 | 1939 | 1950  | 1961  | 1974  | 1998 | 2006 |
| ---------- | ---- | ---- | ---- | ---- | ---- | ----- | ----- | ----- | ---- | ---- |
| Population | 2979 | 4083 | 5124 | 6188 | 8861 | 32870 | 10661 | 10328 | 6834 | 5199 |

## Jumelage
- Burglengenfeld (Allemagne)
- Nejdek (Tchéquie)

## Personnalités liées à la ville
- André Hennicke (1959-), acteur
- Gerhard Neubert (1909-1993), militaire
- Manfred Queck (1941-1977), sauteur à ski
- Gustav Schäfer (1910-1991), rameur
- Dennis Störl (1979-), sauteur à ski